# Kenworth

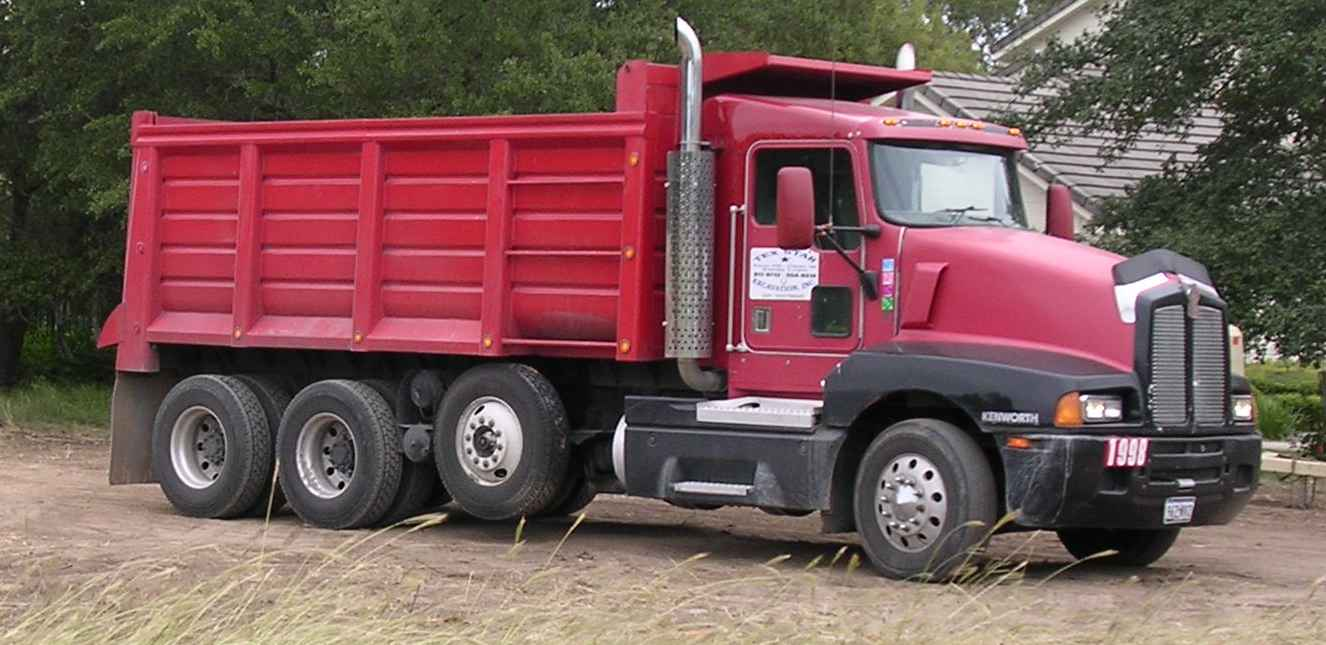
Kenworth

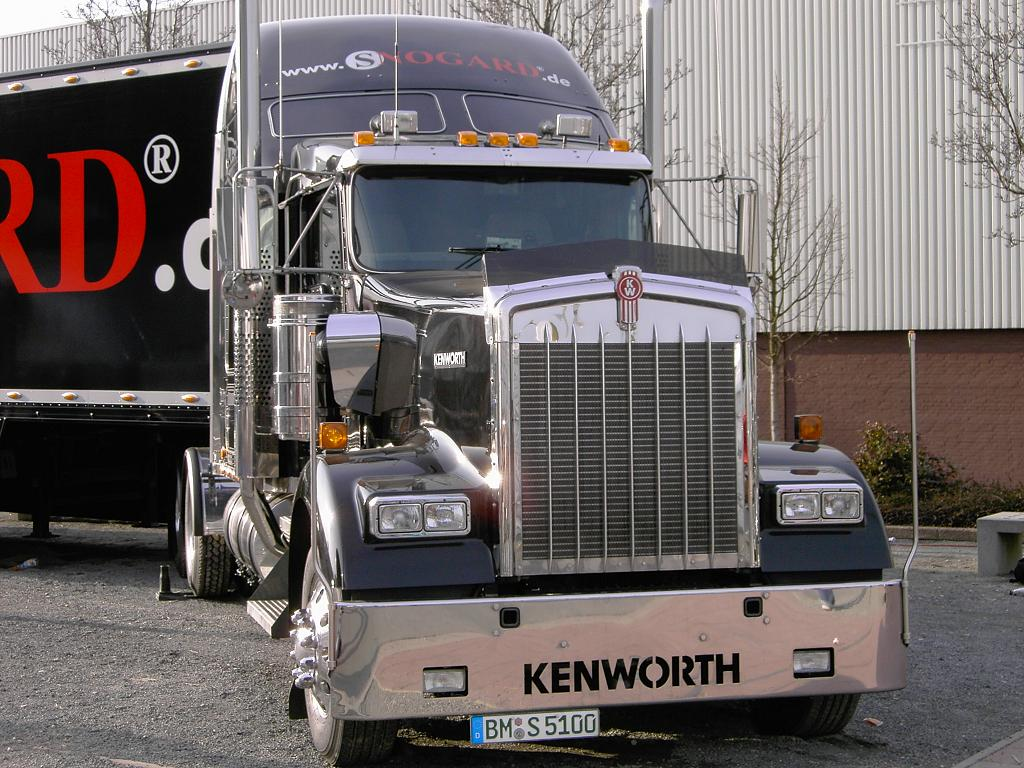
Tahač návěsů Kenworth

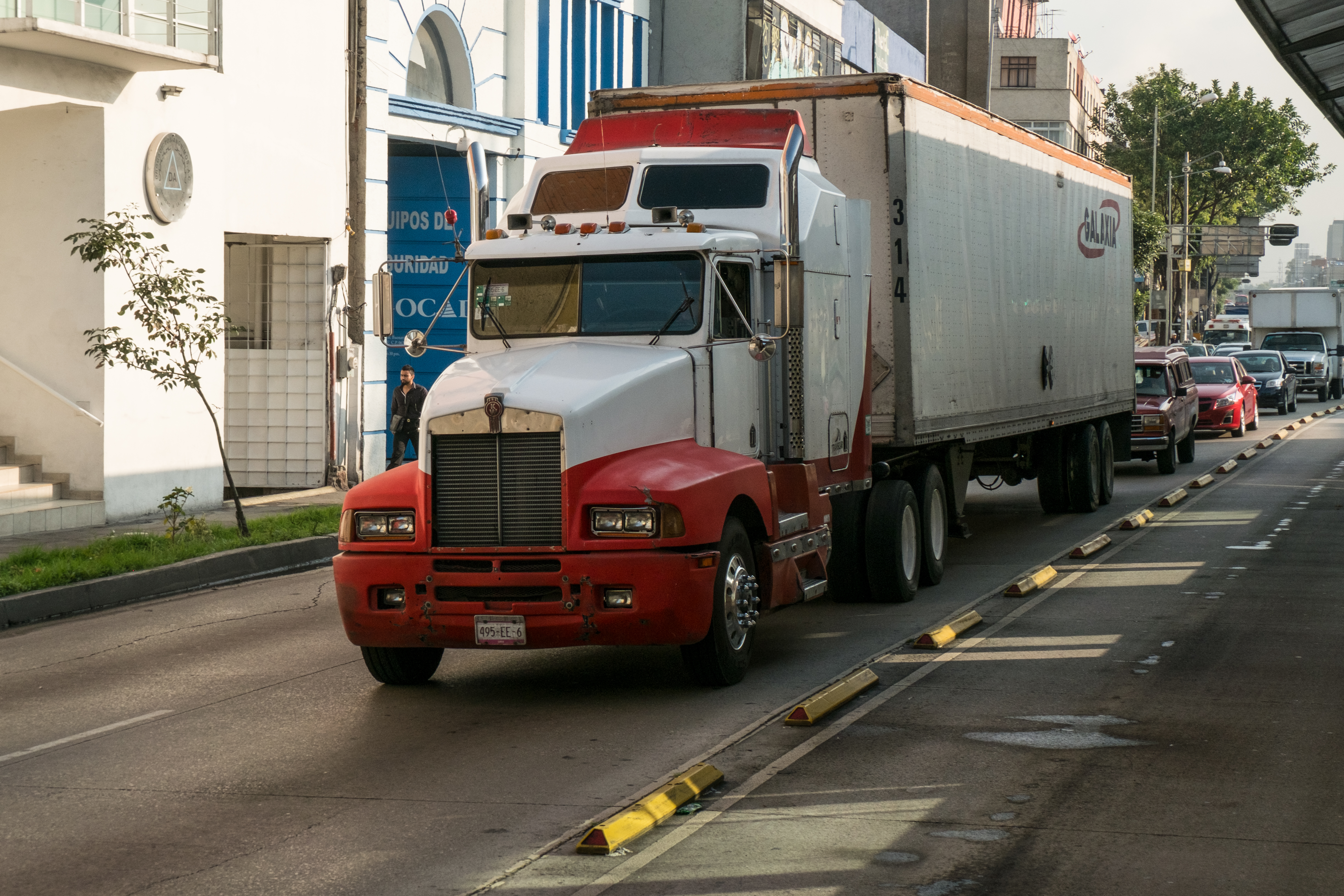
Kenworth Truck (Mexico)

Kenworth Truck Company je jedním z největších amerických výrobců středních a těžkých nákladních automobilů. Společnost sídlí v Kirklandu, předměstí Seattlu. Od roku 1945 je dceřinou společností firmy Paccar. V minulosti Kenworth vyráběl také městské, linkové a školní autobusy.

## Historie
Společnost založili v roce 1923 Harry Kent a Edgar Worthington v Seattlu. Společnost navázala na úspěchy Gersix Company, založené Harryho otcem Frederickem a Edgarem Worthingtonem začátkem 20. století.
V následujícím roce Kenworth vyrobil a prodal 80 vozů. O rok později prodával dva vozy týdně, v dalším roce už tři týdně. V roce 1933 se firma stala prvním výrobcem v USA, který přešel od benzínových na dieselové motory, což bylo díky téměř třetinové ceně nafty velkou výhodou oproti konkurenci.
Harry Kent zemřel v roce 1937 na srdeční infarkt. Ve vedení firmy jej nahradil schopný Phil Johnson. V roce 1940 opustilo brány továren 226 vozů. Už za měsíc po útoku na Pearl Harbor začaly továrny společnosti vyrábět čtyřtunový vyprošťovač tanků Kenworth M-1. Bylo jich vyrobeno 430 a do konce roku firma získala objednávku na dalších 1 500 kusů. Od roku 1943 se v továrně v Seattlu vyráběly součástky pro letadla Boeing B-17 Flying Fortress a B-29 Superfortress.
Po smrti ředitele Phila Johnsona v roce 1944 prodaly vdovy po Harry Kentovi, P. Johnsonovi, a Fredericku Fisherovi své podíly společnosti Paccar.
Nejznámějšími v USA vyráběnými typy jsou W900 (Conventional), T2000 (Anteater) a K100 (Cabover).

## Výrobní závody
- Renton ve Washingtonu
- Chillicothe ve státě Ohio
- Sainte-Thérèse v provincii Quebec
- Bayswater ve Victorii, Austrálie
- Mexicali v Mexiku